# Antineura sericata
Antineura sericata är en tvåvingeart som beskrevs av Osten Sacken 1881. Antineura sericata ingår i släktet Antineura och familjen bredmunsflugor.
Artens utbredningsområde är Filippinerna. Inga underarter finns listade i Catalogue of Life.